# Jorge de São Paulo
Jorge de São Paulo (? - Caldas da Rainha, 21 de Maio de 1664) foi um escritor e religioso português da Ordem dos Cónegos Evangelistas, autor da Biografia da Rainha Dona Leonor: "História da Rainha D. Leonor e da Fundação do Hospital das Caldas". Foi ordenado cónego no Convento de Vilar de Frades a 20 de Julho de 1609, onde foi mestre de Teologia. Foi, por duas vezes, secretário da Congregação dos Cónegos Seculares de São João Evangelista. Sempre pertencendo a esta Ordem, foi reitor dos seus conventos na cidade do Porto e na Vila da Feira. Foi provedor do hospital das Caldas da Rainha de 1653 a 1654, em 1656 e de 1662 a 1664.